# Autorenkreis Rhein-Erft
Der Autorenkreis Rhein-Erft (ARE) ist ein regionaler Zusammenschluss von Schriftstellern, die größtenteils im Rhein-Erft-Kreis beheimatet sind.

## Geschichte
Der Autorenkreis Rhein-Erft (ARE) wurde 1985 von dem Hürther Autor Herbert Sinz (1913–1989) gegründet und zeitweise von der Kerpener Bestsellerautorin Petra Hammesfahr, danach von dem Bergheimer Lyriker und Herausgeber Axel Kutsch und dem Schriftsteller und Nuklearmediziner Gynter Mödder aus Bergheim-Glessen geleitet.
In den Jahren 1989 bis 1992 gab der Autorenkreis halbjährlich die Literaturzeitschrift Kohlepapier heraus. 1990 veröffentlichte er das regionale Schriftstellerlexikon Autoren im Erftkreis (heute Rhein-Erft-Kreis), 1994 und 2003 erschienen die ARE-Anthologien Wortfelder (Hrsg. Axel Kutsch) bzw. Übergänge 20 (Herausgeber Axel Kutsch und Gynter Mödder). 2007 folgte die Anthologie Zeitbanditen (Herausgeber Joachim Christian Huth), 2010 beteiligte sich der ARE  mit seiner dritten Anthologie namens "Wolkenland" an der Regionale 2010. 
Lesungen von Mitgliedern der Vereinigung oder Gastautoren (Dieter Wellershoff, Lutz Rathenow, Klaus Bednarz, Karl Otto Conrady, Helmut Kindler, Günter Wallraff und weitere) im sogenannten Glessener "Mauseum" waren stets gut besucht. Zudem hat sich der ARE die Förderung junger literarischer Talente zur Aufgabe gemacht.

## Aktuelles
Das Mauseum wurde nach Eckernförder verlegt. Dem Autorenkreis gehören heute rund zwei Dutzend Mitglieder an. Derzeitige Vorsitzende (Stand Januar 2023) ist die Dozentin und Autorin Cornelia Ehses.

## Veröffentlichungen
- Übergänge 20. Hrsg. v. Axel Kutsch und Gynter Mödder. Autorenkreis Rhein-Erft, Bergheim o. J. (2002), ISBN 3-8311-4165-7
- Zeitbanditen. Stories & Geschichten. Hrsg. v. Joachim Christian Huth. Ralf Liebe, Weilerswist 2007, ISBN 978-3-935221-88-7
- Wolkenland. Gedichte und Erzählungen. Hrsg. v. Evert Everts und Karl Rovers. Ralf Liebe, Weilerswist 2010, ISBN 978-3-941037-57-1

## Auszeichnungen
- 1992: Kulturpreis des Rhein-Erft-Kreises